# Sebastian Isepp (Politiker)
Sebastian Isepp (* 18. Januar 1808 in Emmersdorf/Šmerče; † 5. Juli 1871 ebenda) war ein österreichischer Land- und Gastwirt und Politiker.

## Leben
Isepp war der Sohn des Besitzers der Mayerhofer-Realität Florian Isepp (* 4. Mai 1777; † 27. Juli 1832) und dessen Ehefrau Maria Schoitsch verw. Kröpfl (1777–22. November 1823). Er war römisch-katholisch und heiratete am 20. Mai 1833 Anna Dalmatiner (* 20. Juli 1812; † 9. November 1854). Aus der Ehe gingen drei Söhne und zwei Töchter hervor. Ein Enkel war der gleichnamige Maler Sebastian Isepp aus dem Nötscher Kreis.
Isepp lebte als Land- und Gastwirt und Besitzer der Mayerhofer-Realität in Emmersdorf. Vom 6. April 1861 bis zu seinem Rücktritt aus Gesundheitsgründen am 2. August 1862 war er Abgeordneter im Kärntner Landtag. Als Nachfolger wurde Alois Homann am 20. Oktober 1862 gewählt und am 3. Januar 1863 angelobt.